# Sjeviiet
Sjeviiet of Sjevie'iet (Hebreeuws: שביעית, letterlijk Het zevende jaar) is het vijfde traktaat (masechet) van de Orde Zeraïem (Seder Zeraïem) van de Misjna en de Talmoed. Het beslaat tien hoofdstukken.
Het traktaat bevat regels inzake de verplichting het land braak te laten liggen en de verplichting schulden kwijt te schelden. De verplichting staat omschreven in Exodus 23:11, Leviticus 25:1 vv. en tot slot Deuteronomium 15:1 en verder.
Sjeviiet bevat alleen Gemara (rabbijns commentaar op de Misjna) in de Jeruzalemse Talmoed, bestaande uit 31 folia en komt aldus in de Babylonische Talmoed niet voor.